# ヘラクレイオン
座標: 北緯31度18分15秒 東経30度06分02秒 / 北緯31.30417度 東経30.10056度

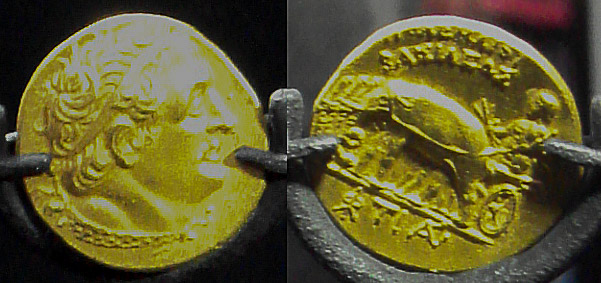
海底遺跡から見つかったプトレマイオス朝のコイン

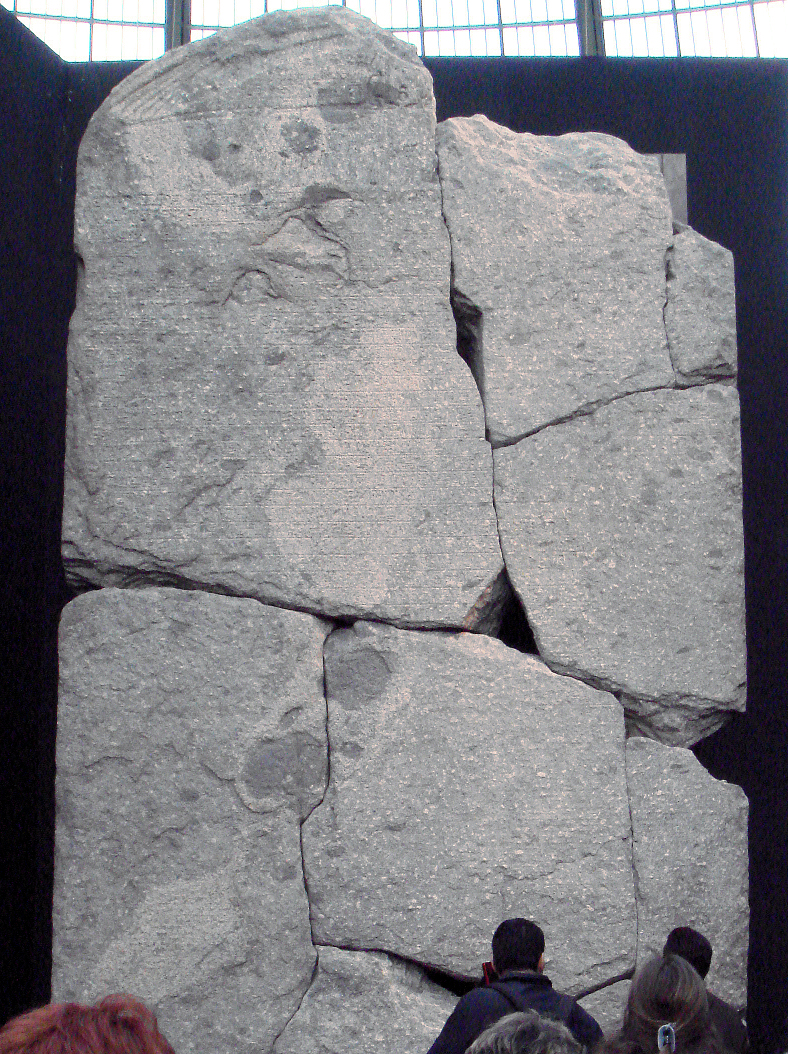
プトレマイオス3世の石碑

ヘラクレイオン (Heracleion) は「トロニス」としても知られる古代エジプトの都市。アレクサンドリア近くのアブキール湾沖6.5kmに遺跡が沈んでいる。紀元前12世紀には古代ギリシャの歴史家によって言及されており、エジプト新王国の末期には王国の中心的な港としてその重要性を増していった。
ヘラクレイオンはもともとナイルデルタの島々の上に建てられた町で多くの波止場を有していた。

## 伝説の始まり
トロイ戦争が始まる前、パリスとヘレネーは嫉妬に燃えるメネラオスからこの町に逃れてきたと信じられていた。また、ヘラクレスがこの町を訪れたことがあり、町の名前はヘラクレスに由来しているとも言われた。

## 古代の文献
古代の歴史家ディオドロス (1.9.4) とストラボン (17. 1.16; ヘロドトス 2.113 も参照)が言及している他、ナウクラティスの石碑にも登場する。そこにはサイスのネイトの神殿があり入港税の10分の1が特権として与えられていたと記されている。
プトレマイオス3世を称える「カノープス勅令」にもその名が現れる。

## 考古学
ヘラクレイオンにはギリシャ人に「ヘラクレス神殿」として知られていたアメン神の大神殿があった。アメン信仰は年々盛行していった。
ヘラクレイオンは紀元前6～4世紀に栄えたことが考古学的発見によって明らかになっている。紀元前4世紀には時のファラオ、ネクタネボ1世によって多数の神殿が建立された。
6～7世紀には大地震や洪水などの要因のため海の下に沈んだ。海底遺跡は2000年にフランスの考古学者フランク・ゴディオ(Franck Goddio) によって発見された。それまでは多くの学者はヘラクレイオンとトロニスが同じ都市をあらわすことすら分からなかった。